# Gruppo astronauti ESA 1
Il Gruppo astronauti ESA 1 fu il primo gruppo di astronauti selezionati dall'Agenzia spaziale europea (ESA) nel 1978.

## Storia
Nel 1977 venne avviato un processo di selezione degli astronauti che avrebbero partecipato ad alcune future missioni Shuttle; ciò fu possibile grazie all'accordo del 1973 tra l'ESA e la NASA, secondo il quale l'ESA avrebbe dovuto fornire a quest'ultima il primo laboratorio scientifico riutilizzabile, lo Spacelab, in cambio di opportunità di volo per gli astronauti ESA. Da questa selezione l'ESA scelse nel 1978 i suoi primi tre astronauti.

## Lista degli astronauti
- Ulf Merbold

STS-9, Specialista del carico utile
STS-42, Specialista del carico utile
Sojuz TM-20/Sojuz TM-19, Cosmonauta ricercatore
- Claude Nicollier

STS-46, Specialista di missione
STS-61, Specialista di missione
STS-75, Specialista di missione
STS-103, Specialista di missione
- Wubbo Ockels

STS-61-A, Specialista del carico utile